# 불로로 (광양시)
불로로(Bullo-ro)는 전라남도 광양시 성황동에서 중동까지 이르는 광양시도로, 총 연장은 2.22 km이다. 도로의 명칭이 유래된 것은 옛 지명에서 인용되었기 때문이다.

## 역사
- 2008년 10월 1일 : 도로명으로 불로로를 고시

## 주요 경유지
- 광양시
  - 성황동 - 중동

## 접촉하는 도로
- 백운로
- 사동로
- 중마로 (2회 경유함)
- 오류로
- 중마중앙로

## 주변 건물 및 시설
- 동광양장례예식장 (불로로 30-1/성황동 259-2)
- 근로자복지회관 (불로로 123/중동 1349)